# Georges Lemaire
Georges Lemaire (Pepinster, Lieja, 3 de abril de 1905 - Uccle, 29 de septiembre de 1933) fue un ciclista belga que fue profesional entre 1929 y el momento de su muerte. Durante este tiempo conseguirá 4 victorias, destacando el campeonato de Bélgica en ruta de 1932.

## Palmarés
1929
- Campeón amateur de Bélgica en ruta

1932
- Campeón de Bélgica en ruta
- 1º en el Premio de Brasschaat

1933
- 1º en el Gran Premio de Stad Vilvoorde

### Resultados al Tour de Francia
- 1932. 15º de la clasificación general
- 1933. 4º de la clasificación general y líder de la cursa durante dos etapas